# Philia
Philia (en grec antic φιλία / philía) és la paraula grega per expressar amistat o camaraderia. Originalment, es referia a l'hospitalitat, és a dir, "no és una relació sentimental, sinó que pertany a un grup social". A l'Ètica a Nicòmac, Aristòtil defineix la philia com l'afecte que ens fa estimar un ésser per allò que és i no pel que ens pot aportar.